# Bodil Katharine Biørn
Bodil Katharine Biørn (27. ledna 1871 – 22. července 1960), známá také jako matka Katharine, byla norská misionářka a fotografka.

## Životopis
Narodila se 27. ledna 1871 v norském Kragerø, v rodině bohatého majitele lodi. V roce 1905, po studiu ošetřovatelství v Německu, byla poslána „ženskou misijní organizací“ do Osmanské říše a pracovala jako misionářská sestra v Mezerehu v provincii Kharberd a později v provincii Mus v Osmanské říši. Ve spolupráci s německými misionáři otvírala školy a kliniku pro vdovy a sirotky. Jako svědek arménské genocidy spolu se svými kolegy zachránila životy mnoha žen a dětí bez domova. Dokumentovala také tragické události, které zažila, prostřednictvím svého svědectví a fotografií. Na Blízkém východě se Biørn starala o arménské sirotky v Sýrii, Arménii a Turecku. V roce 1922 založila sirotčinec jménem „Lusaghbyur“ v Alexandropolu v sovětské Arménii. Poté pokračovala ve své práci pomáháním arménským uprchlíkům v Sýrii a Libanonu. Zemřela v Oslu 22. července 1960.
Z podnětu arménské komunity Aleppo byla vytvořena socha cti Bodila Biřna, která byla v roce 2004 poslána do města Kragerø. Na ceremoniálu byla přítomna delegace z Aleppa v čele s Jirairem Reisianem.
Je předmětem filmů Map of Salvation (Mapa spásy, 2015) a They call me Mother (Říkají mi matka, 2008).

## Galerie

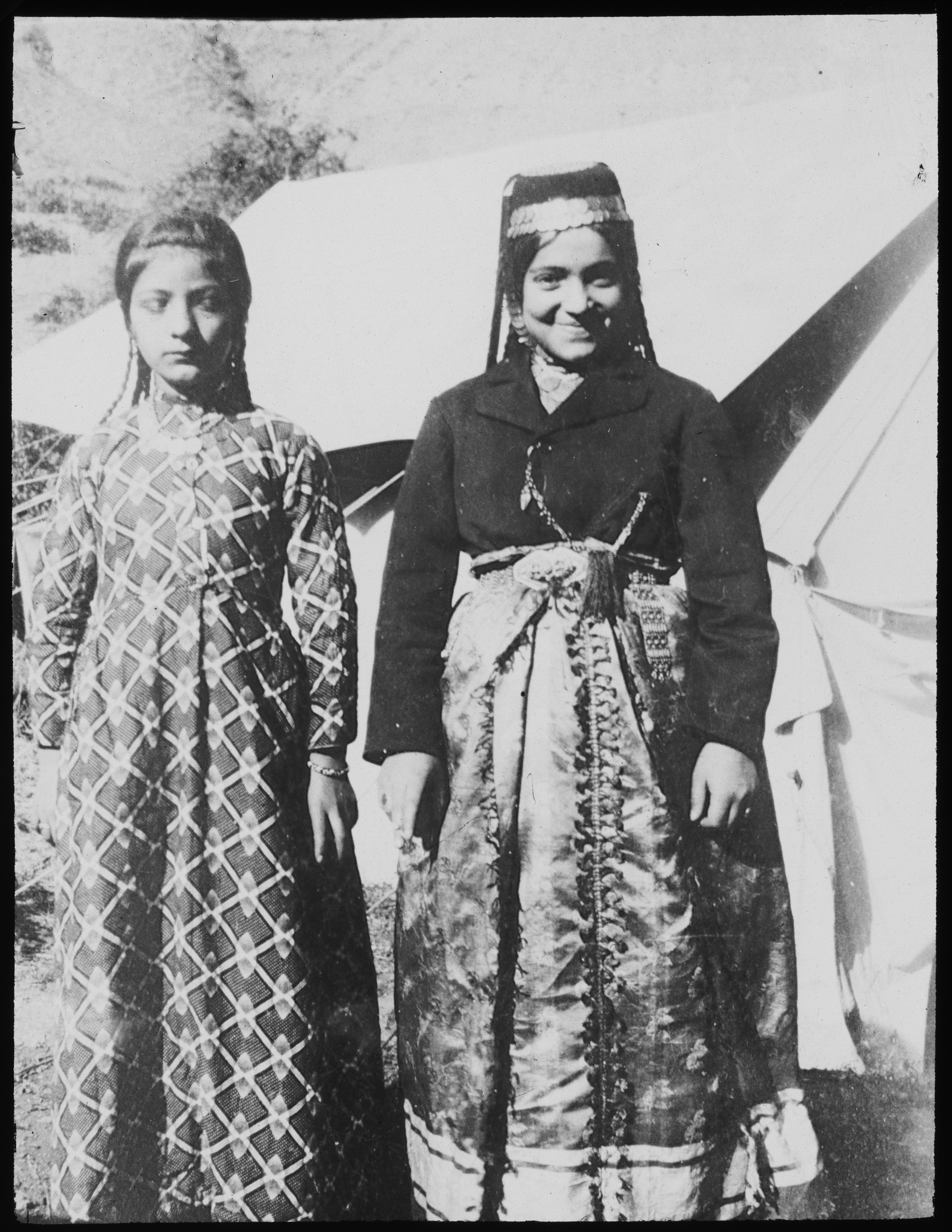
Dvě mladé turecké dívky
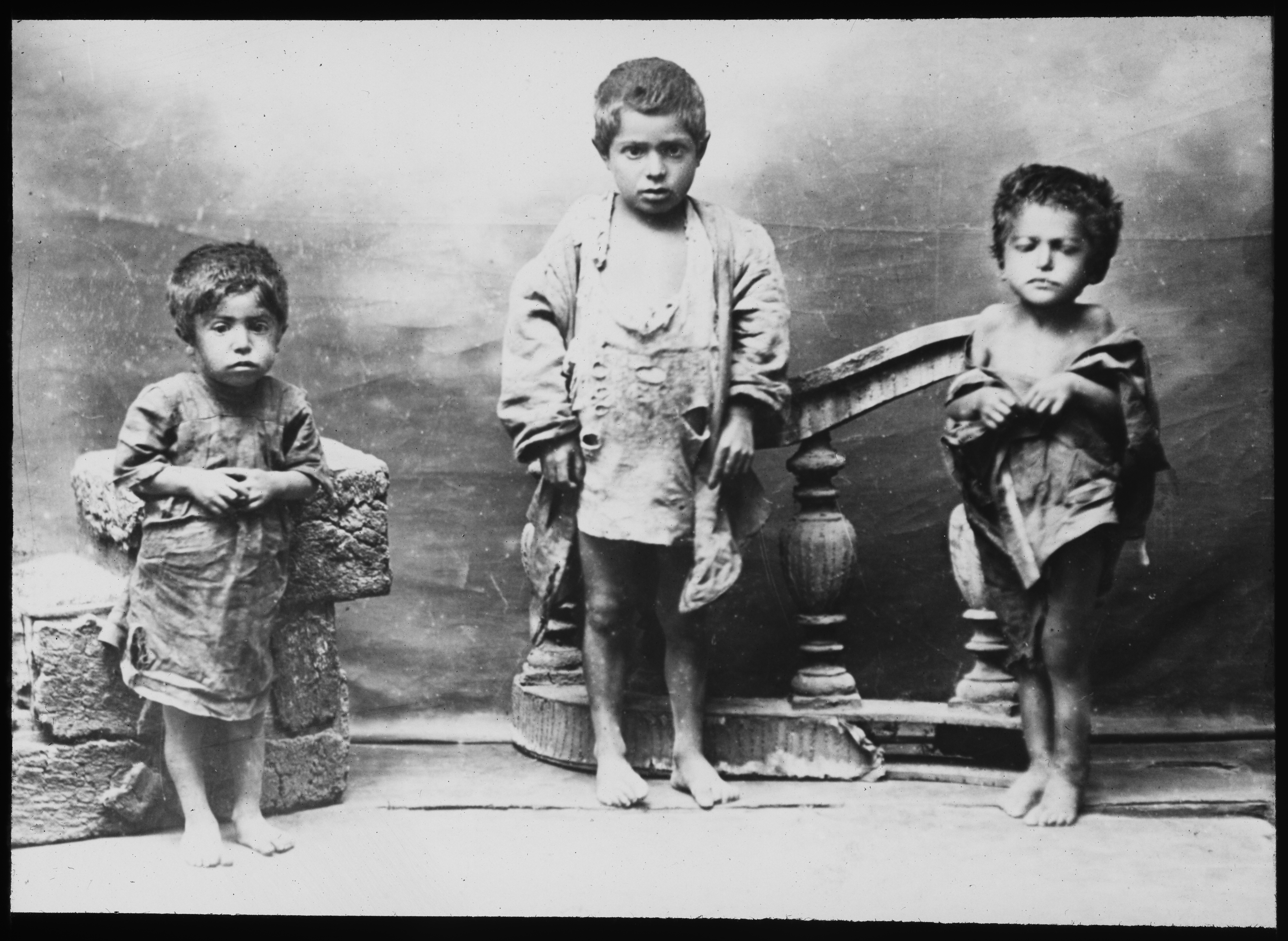
Tři z našich nešťastných maličkých
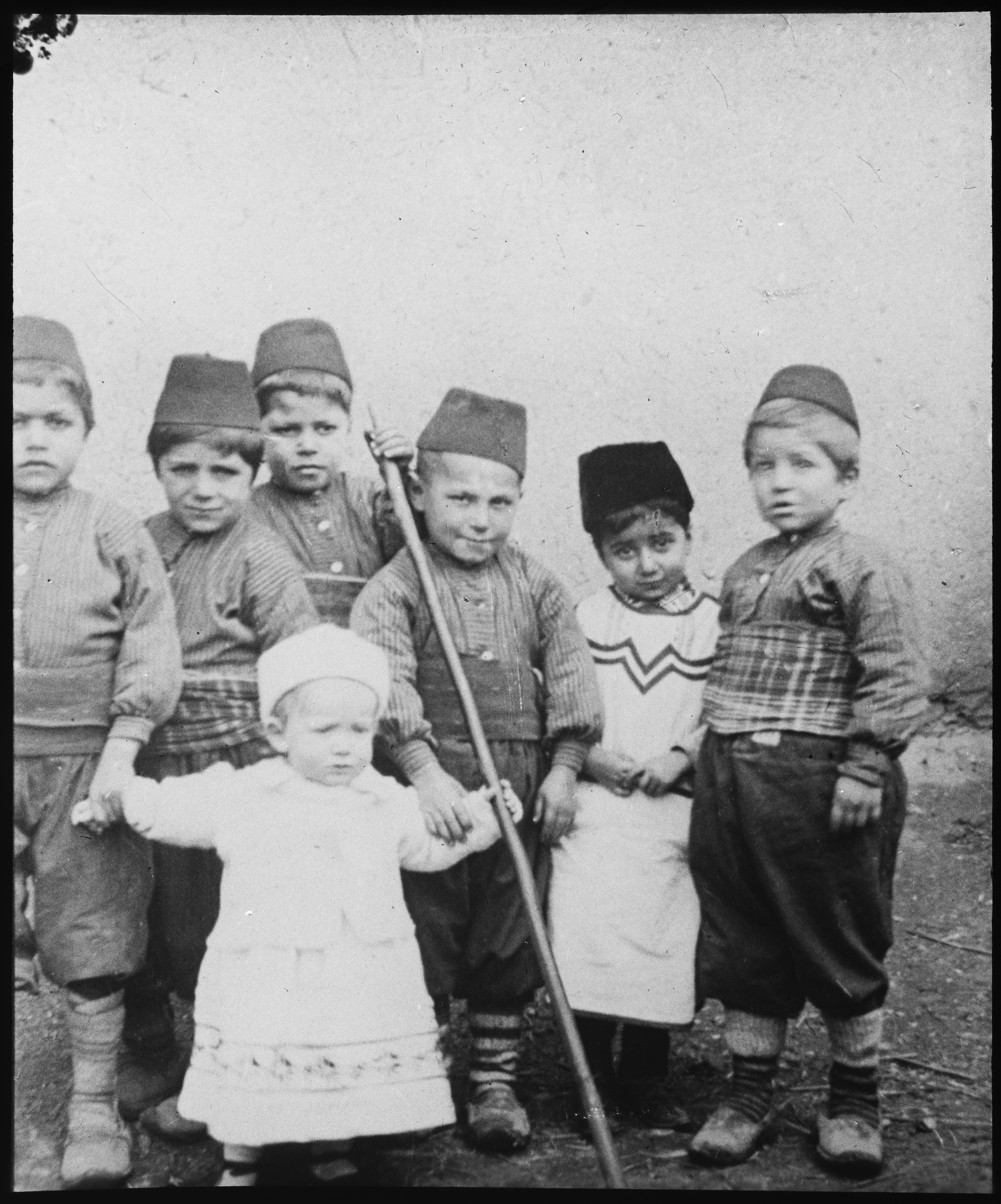
Barn i Musch
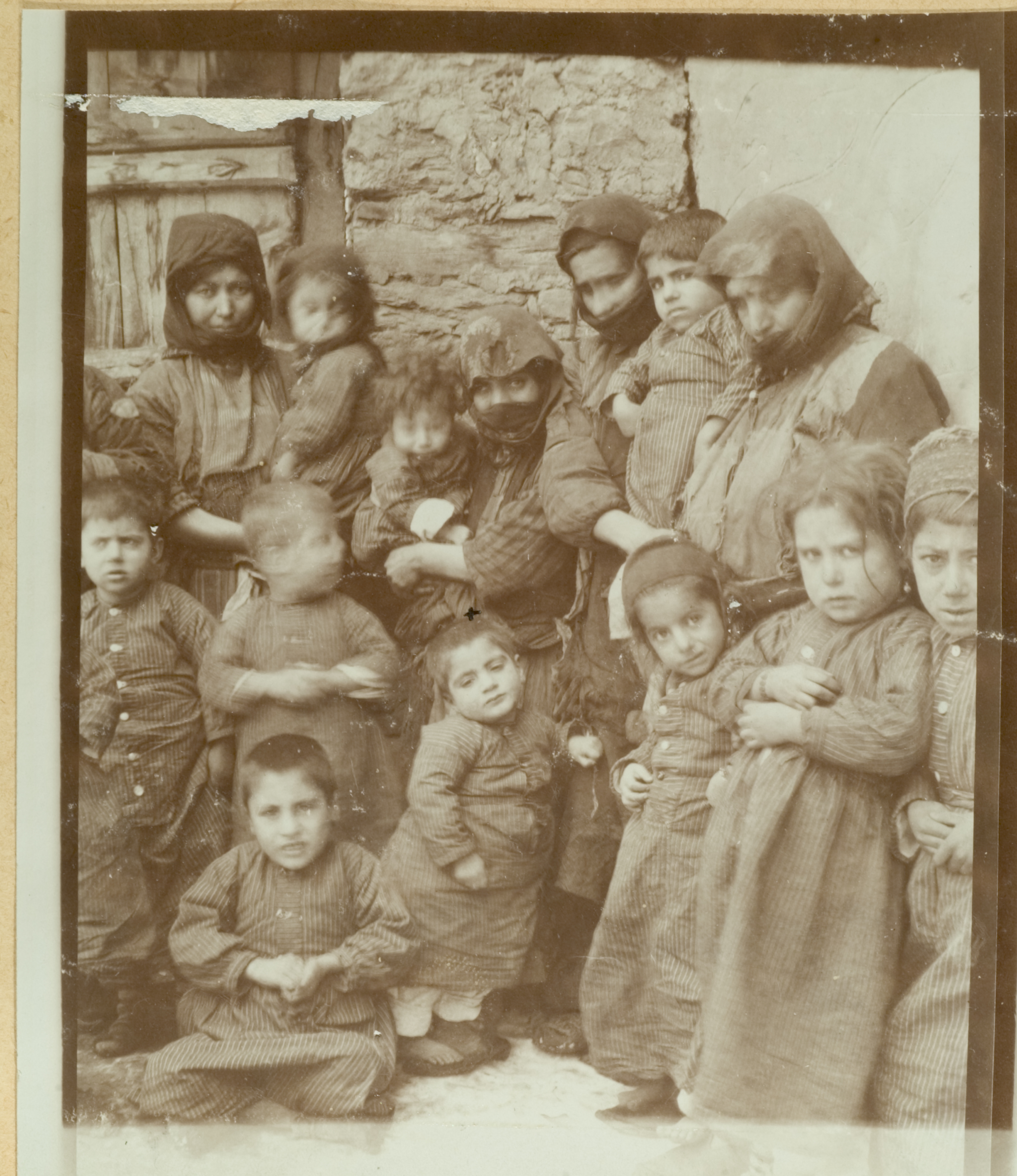
Barn i skolehjemmet, Musch
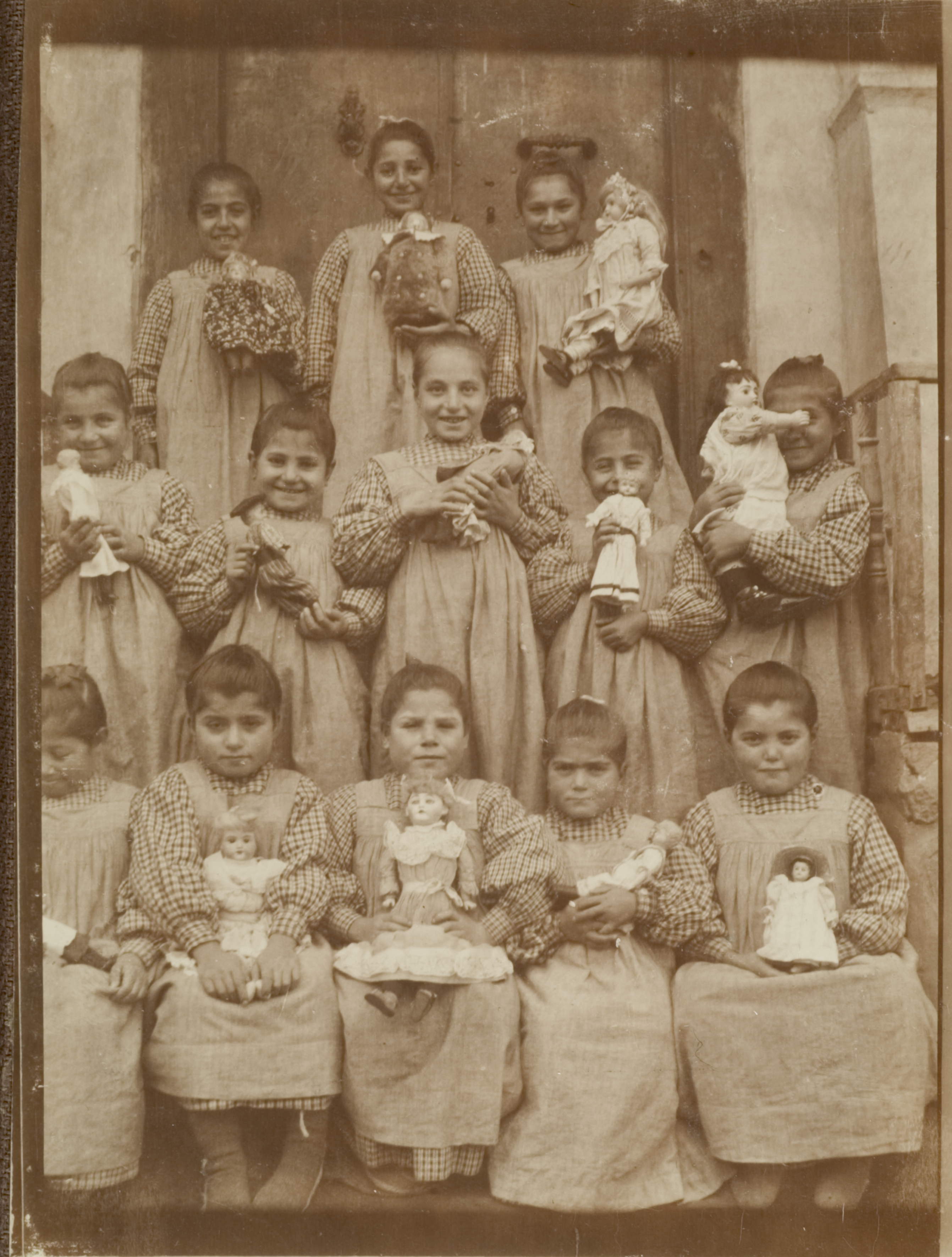
Elever fra pikeskolen, Musch
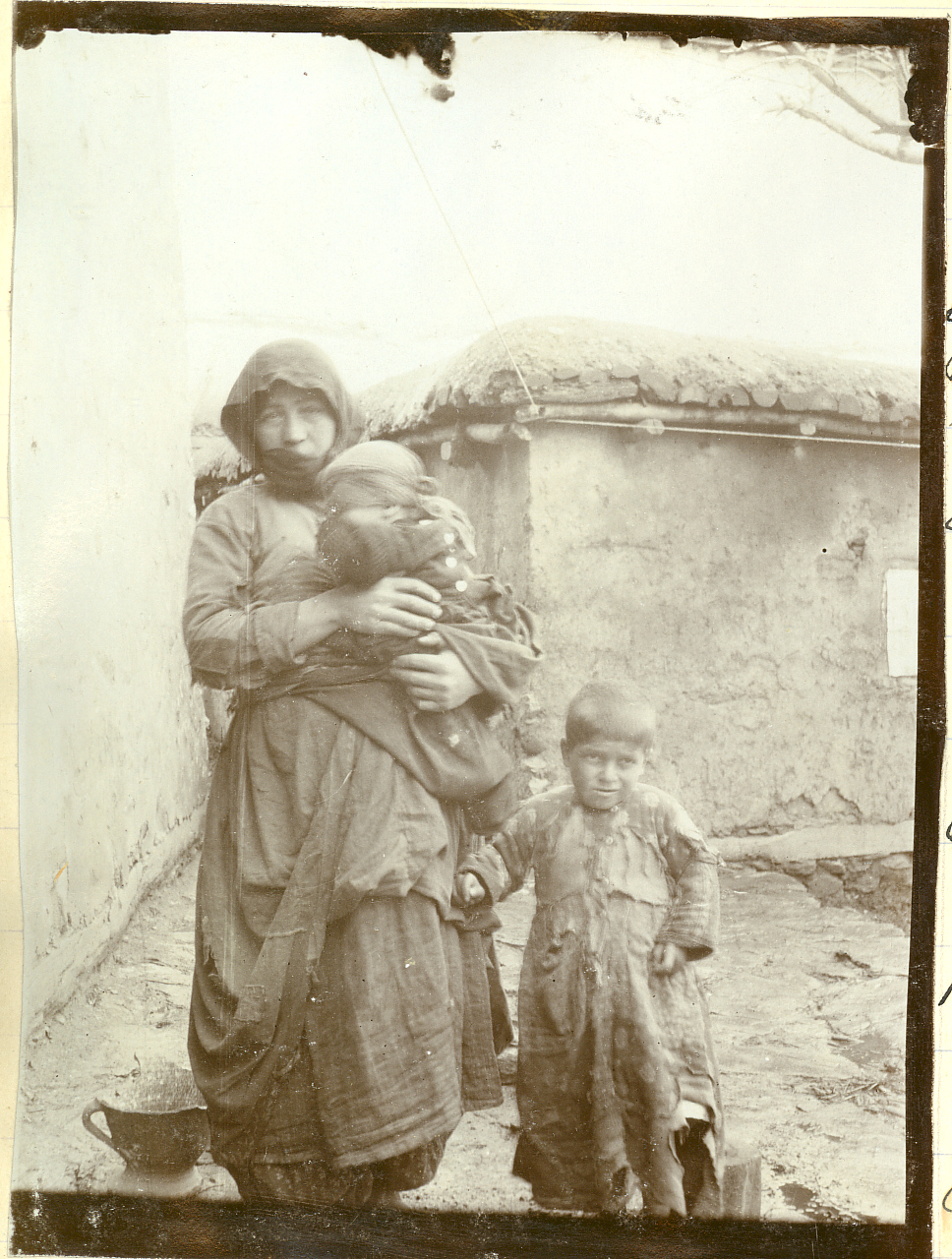
Enken Arek Manukjan
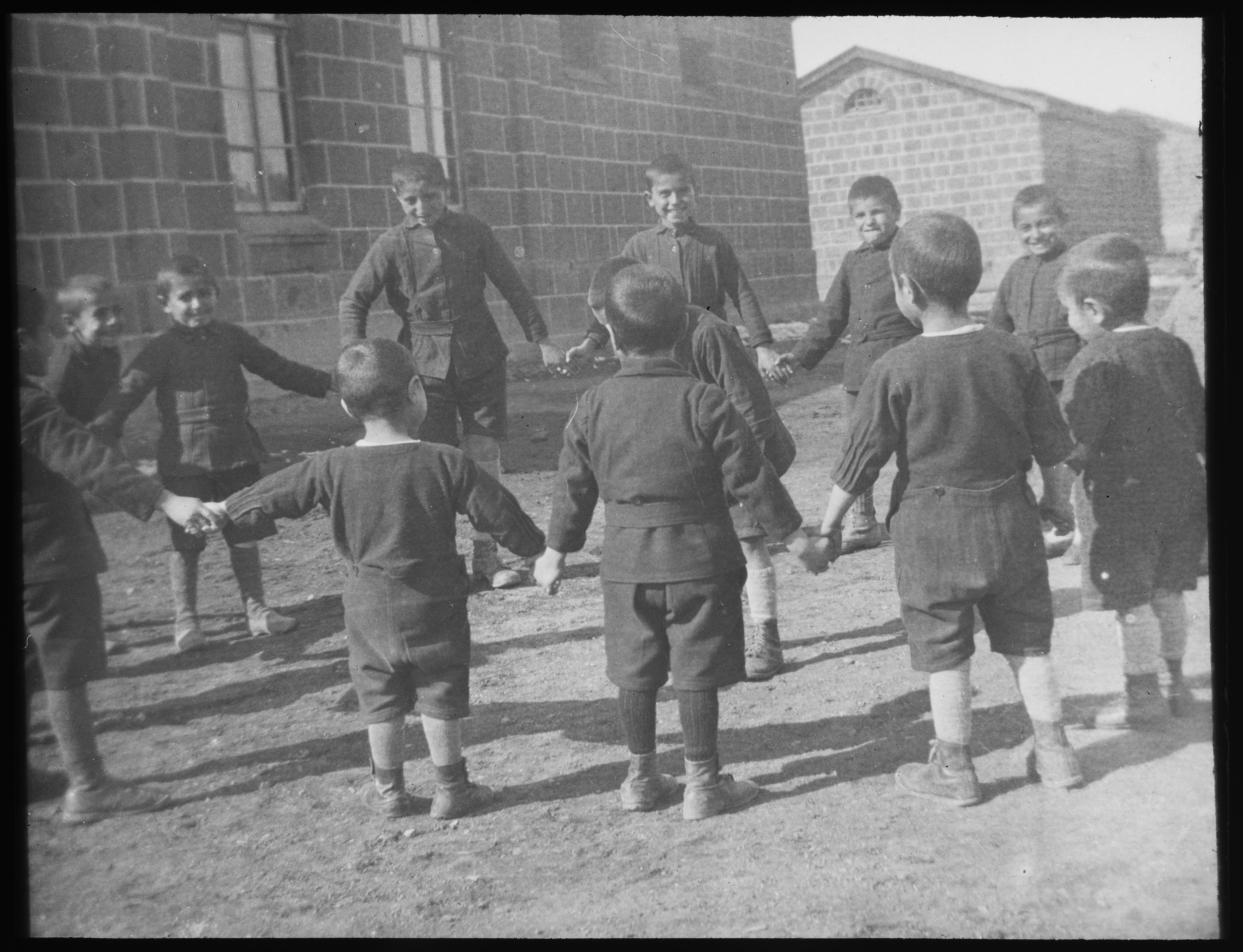
Kvinnelige Misjonsarbeideres arbeid i Armenia